# UEFA Champions League 2001–02
UEFA Champions League 2001–02 là mùa giải thứ 47 UEFA Champions League tổ chức dành cho các câu lạc bộ bóng đá hàng đầu của UEFA và là năm thứ 10 kể từ khi giải đấu này được đổi tên như hiện tại. Real Madrid có danh hiệu thứ 9 trong lịch sử sau khi đánh bại Bayer Leverkusen trong trận chung kết. Chiến thắng được ấn định cho Real Madrid sau cú vô lê bằng chân trái từ ngoài vòng cấm vào góc trái khung thành của Zinedine Zidane. 
Trên cuộc hành trình tới trận chung kết, Bayer Leverkusen đã lần lượt loại cả ba đội bóng Anh: Arsenal tại vòng bảng, Liverpool tại tứ kết và Manchester United tại bán kết. Đương kim vô địch UEFA Champions League 2000-01 Bayern Munich bị loại ở vòng tứ kết sau khi thua 2-3 sau hai lượt trận trước tân vương Real Madrid.
Tiền đạo của Manchester United Ruud van Nistelrooy là vua phá lưới của mùa giải thứ 47 với 10 pha lập công cho câu lạc bộ từ vòng bảng cho đến vòng bán kết.

## Phân bố đội của các hiệp hội
Tổng cộng có 72 đội từ 48 trong số 51 hiệp hội thành viên UEFA tham dự UEFA Champions League 2001–02 (ngoại trừ Liechtenstein, do không tổ chức giải quốc nội) cũng như Andorra và San Marino không được thừa nhận giải vô địch của họ. Thứ hạng hiệp hội dựa trên hệ số quốc gia UEFA được dùng để xác định số đội tham dự cho mỗi hiệp hội:
Dưới đây là các đội bóng đủ điều kiện tham dự UEFA Champions League 2001–02:
- Các hiệp hội từ 1-3 có 4 đội tham dự.
- Các hiệp hội từ 4-6 có 3 đội tham dự.
- Các hiệp hội từ 7-15 có 2 đội tham dự.
- Các hiệp hội từ 16-49 (trừ Liechtenstein) có 1 đội tham dự.

### Xếp hạng hiệp hội
| Xếp hạng | Hiệp hội     | Hệ số  | Số đội |
| -------- | ------------ | ------ | ------ |
| 1        | Tây Ban Nha  | 59.599 | 4      |
| 2        | Ý            | 55.927 | 4      |
| 3        | Đức          | 46.403 | 4      |
| 4        | Pháp         | 42.727 | 3      |
| 5        | Anh          | 41.455 | 3      |
| 6        | Hà Lan       | 36.666 | 3      |
| 7        | Nga          | 29.275 | 2      |
| 8        | Cộng hòa Séc | 29.124 | 2      |
| 9        | Hy Lạp       | 28.866 | 2      |
| 10       | Bồ Đào Nha   | 24.549 | 2      |
| 11       | Thổ Nhĩ Kỳ   | 23.850 | 2      |
| 12       | Ukraina      | 23.166 | 2      |
| 13       | Na Uy        | 22.100 | 2      |
| 14       | Thụy Sĩ      | 21.000 | 2      |
| 15       | Scotland     | 20.500 | 2      |
| 16       | Áo           | 20.500 | 1      |
| 17       | Bỉ           | 19.050 | 1      |

| Xếp hạng | Hiệp hội  | Hệ số  | Số đội |
| -------- | --------- | ------ | ------ |
| 18       | Đan Mạch  | 18.175 | 1      |
| 19       | Ba Lan    | 18.000 | 1      |
| 20       | Romania   | 17.833 | 1      |
| 21       | Croatia   | 16.124 | 1      |
| 22       | Thụy Điển | 15.533 | 1      |
| 23       | Hungary   | 15.416 | 1      |
| 24       | Israel    | 13.541 | 1      |
| 25       | Slovakia  | 12.832 | 1      |
| 26       | Slovenia  | 11.831 | 1      |
| 27       | Síp       | 11.498 | 1      |
| 28       | FR Nam Tư | 11.415 | 1      |
| 29       | Bulgaria  | 10.540 | 1      |
| 30       | Gruzia    | 9.666  | 1      |
| 31       | Latvia    | 8.332  | 1      |
| 32       | Phần Lan  | 8.041  | 1      |
| 33       | Belarus   | 7.583  | 1      |
| 34       | Moldova   | 6.333  | 1      |

| Xếp hạng | Hiệp hội              | Hệ số | Số đội |
| -------- | --------------------- | ----- | ------ |
| 35       | Iceland               | 6.332 | 1      |
| 36       | Macedonia             | 5.081 | 1      |
| 37       | Litva                 | 4.665 | 1      |
| 38       | Estonia               | 2.582 | 1      |
| 39       | Wales                 | 2.332 | 1      |
| 40       | Armenia               | 2.249 | 1      |
| 41       | Cộng hòa of Ireland   | 1.665 | 1      |
| 42       | Malta                 | 1.498 | 1      |
| 43       | Bắc Ireland           | 1.498 | 1      |
| 44       | Quần đảo Faroe        | 1.415 | 1      |
| 45       | Luxembourg            | 1.332 | 1      |
| 46       | Azerbaijan            | 1.249 | 1      |
| 47       | Liechtenstein         | 1.000 | 0      |
| 48       | Albania               | 0.832 | 1      |
| 49       | Bosnia và Herzegovina | 0.500 | 1      |
| 50       | Andorra               | 0.000 | 0      |
| 51       | San Marino            | 0.000 | 0      |

### Phân phối
Vì đương kim vô địch Bayern Munich đủ điều kiện tham dự giải thông qua giải đấu quốc nội nên suất dự vòng bảng với tư cách đương kim vô địch bị bỏ trống. Các thay đổi sau đây cho danh sách mặc định được thực hiện:
- Nhà vô địch của hiệp hội hạng 10 (Bồ Đào Nha) được thăng hạng bắt đầu từ vòng loại thứ ba lên vòng bảng.
- Nhà vô địch của hiệp hội hạng 16 (Áo) được thăng hạng bắt đầu từ vòng loại thứ hai lên vòng loại thứ ba.
- Các nhà vô địch của hiệp hội 27 và 28 (Síp và FR Nam Tư) được thăng hạng bắt đầu từ vòng loại thứ nhất lên vòng loại thứ hai.

|                             |                             | Các đội tham dự vòng đấu này | Các đội đi tiếp từ vòng đấu trước                              |
| --------------------------- | --------------------------- | --- | -------------------------------------------------------------- |
| Vòng loại thứ nhất (20 đội) | Vòng loại thứ nhất (20 đội) | - 20 đội vô địch từ các hiệp hội xếp hạng 29–49 (ngoại trừ Liechtenstein) |                                                                |
| Vòng loại thứ hai (28 đội)  | Vòng loại thứ hai (28 đội)  | - 12 đội vô địch từ các hiệp hội xếp hạng 17–28 - 6 đội á quân từ các hiệp hội xếp hạng 10–15                                                                                                | - 10 đội thắng từ vòng loại thứ nhất                           |
| Vòng loại thứ ba (32 đội)   | Vòng loại thứ ba (32 đội)   | - 6 đội vô địch từ các hiệp hội xếp hạng 11–16 - 3 đội á quân từ các hiệp hội xếp hạng 7–9 - 6 đội đứng thứ ba từ các hiệp hội xếp hạng 1–6 - 3 đội đứng thứ tư từ các hiệp hội xếp hạng 1–3 | - 14 đội thắng từ vòng loại thứ hai                            |
| Vòng bảng thứ nhất (32 đội) | Vòng bảng thứ nhất (32 đội) | - 10 đội vô địch từ các hiệp hội xếp hạng 1–10 (bao gồm cả đương kim vô địch Bayern Munich) - 6 đội á quân từ các hiệp hội xếp hạng 1–6                                                      | - 16 đội thắng từ vòng loại thứ ba                             |
| Vòng bảng thứ hai (16 đội)  | Vòng bảng thứ hai (16 đội)  | | - 8 đội nhất vòng bảng thứ nhất - 8 đội nhì vòng bảng thứ nhất |
| Vòng loại trực tiếp (8 đội) | Vòng loại trực tiếp (8 đội) | | - 4 đội nhất vòng bảng thứ hai - 4 đội nhì vòng bảng thứ hai   |

### Các đội bóng
Vị trí giải quốc nội của mùa giải trước được thể hiện trong dấu ngoặc đơn (TH: Đương kim vô địch Champions League)
| Vòng bảng                    | Vòng bảng              | Vòng bảng               | Vòng bảng                  |
| ---------------------------- | ---------------------- | ----------------------- | -------------------------- |
| Real Madrid (1st)            | Bayern Munich (1st)TH  | Manchester United (1st) | Spartak Moscow (1st)       |
| Deportivo de La Coruña (2nd) | Schalke 04 (2nd)       | Arsenal (2nd)           | Sparta Prague (1st)        |
| Roma (1st)                   | Nantes (1st)           | PSV Eindhoven (1st)     | Olympiacos (1st)           |
| Juventus (2nd)               | Lyon (2nd)             | Feyenoord (2nd)         | Boavista (1st)             |
| Vòng loại thứ ba             |                        |                         |                            |
| Mallorca (3rd)               | Bayer Leverkusen (4th) | Slavia Prague (2nd)     | Rosenborg (1st)            |
| Barcelona (4th)              | Lille (3rd)            | Panathinaikos (2nd)     | Grasshopper (1st)          |
| Lazio (3rd)                  | Liverpool (3rd)        | Fenerbahçe (1st)        | Celtic (1st)               |
| Parma (4th)                  | Ajax (3rd)             | Dynamo Kyiv (1st)       | Tirol Innsbruck (1st)      |
| Borussia Dortmund (3rd)      | Lokomotiv Moscow (2nd) |                         |                            |
| Vòng loại thứ hai            |                        |                         |                            |
| Porto (2nd)                  | Rangers (2nd)          | Hajduk Split (1st)      | Inter Bratislava (1st)     |
| Galatasaray (2nd)            | Anderlecht (1st)       | Halmstad (1st)          | Maribor (1st)              |
| Shakhtar Donetsk (2nd)       | Copenhagen (1st)       | Ferencváros (1st)       | Omonia (1st)               |
| Brann (2nd)                  | Wisła Kraków (1st)     | Maccabi Haifa (1st)     | Sao Đỏ Belgrade (1st)      |
| Lugano (2nd)                 | Steaua București (1st) |                         |                            |
| Vòng loại thứ nhất           |                        |                         |                            |
| Levski Sofia (1st)           | Sheriff Tiraspol (1st) | Barry Town (1st)        | VB Vágur (1st)             |
| Torpedo Kutaisi (1st)        | KR Reykjavík (1st)     | Araks Ararat (1st)      | F91 Dudelange (1st)        |
| Skonto (1st)                 | Sloga Jugomagnat (1st) | Bohemians (1st)         | Shamkir (1st)              |
| Haka (1st)                   | FBK Kaunas (1st)       | Valletta (1st)          | Vllaznia Shkodër (1st)     |
| Slavia Mozyr (1st)           | Levadia Maardu (1st)   | Linfield (1st)          | Željezničar Sarajevo (1st) |

## Lịch thi đấu và bốc thăm
Lịch thi đấu của giải đấu như sau (tất cả các lễ bốc thăm đều được tổ chức tại trụ sở UEFA ở Nyon, Thụy Sĩ, trừ khi có thông báo khác).
| Giai đoạn           | Vòng               | Ngày bốc thăm                | Lượt đi                                       | Lượt về                                       |
| ------------------- | ------------------ | ---------------------------- | --------------------------------------------- | --------------------------------------------- |
| Vòng loại           | Vòng loại thứ nhất | 22 tháng 6 năm 2001 (Geneva) | 11 tháng 7 năm 2001                           | 18 tháng 7 năm 2001                           |
| Vòng loại           | Vòng loại thứ hai  | 22 tháng 6 năm 2001 (Geneva) | 24–25 tháng 7 năm 2001                        | 31 tháng 7 – 1 tháng 8 năm 2001               |
| Vòng loại           | Vòng loại thứ ba   | 20 tháng 7 năm 2001          | 7–8 tháng 8 năm 2001                          | 21–22 tháng 8 năm 2001                        |
| Vòng bảng thứ nhất  | Lượt trận thứ 1    | 23 tháng 8 năm 2001 (Monaco) | 11 tháng 9 & 10 tháng 10 năm 2001 [Ghi chú]   | 11 tháng 9 & 10 tháng 10 năm 2001 [Ghi chú]   |
| Vòng bảng thứ nhất  | Lượt trận thứ 2    | 23 tháng 8 năm 2001 (Monaco) | 18–19 tháng 9 năm 2001                        | 18–19 tháng 9 năm 2001                        |
| Vòng bảng thứ nhất  | Lượt trận thứ 3    | 23 tháng 8 năm 2001 (Monaco) | 25–26 tháng 9 năm 2001                        | 25–26 tháng 9 năm 2001                        |
| Vòng bảng thứ nhất  | Lượt trận thứ 4    | 23 tháng 8 năm 2001 (Monaco) | 16–17 tháng 10 năm 2001                       | 16–17 tháng 10 năm 2001                       |
| Vòng bảng thứ nhất  | Lượt trận thứ 5    | 23 tháng 8 năm 2001 (Monaco) | 23–24 tháng 10 năm 2001                       | 23–24 tháng 10 năm 2001                       |
| Vòng bảng thứ nhất  | Lượt trận thứ 6    | 23 tháng 8 năm 2001 (Monaco) | 30–31 tháng 10 năm 2001                       | 30–31 tháng 10 năm 2001                       |
| Vòng bảng thứ hai   | Lượt trận thứ 1    | 2 tháng 11 năm 2001 (Geneva) | 20–21 tháng 11 năm 2001                       | 20–21 tháng 11 năm 2001                       |
| Vòng bảng thứ hai   | Lượt trận thứ 2    | 2 tháng 11 năm 2001 (Geneva) | 4–5 tháng 12 năm 2001                         | 4–5 tháng 12 năm 2001                         |
| Vòng bảng thứ hai   | Lượt trận thứ 3    | 2 tháng 11 năm 2001 (Geneva) | 19–20 tháng 2 năm 2002                        | 19–20 tháng 2 năm 2002                        |
| Vòng bảng thứ hai   | Lượt trận thứ 4    | 2 tháng 11 năm 2001 (Geneva) | 26–27 tháng 2 năm 2002                        | 26–27 tháng 2 năm 2002                        |
| Vòng bảng thứ hai   | Lượt trận thứ 5    | 2 tháng 11 năm 2001 (Geneva) | 12–13 tháng 3 năm 2002                        | 12–13 tháng 3 năm 2002                        |
| Vòng bảng thứ hai   | Lượt trận thứ 6    | 2 tháng 11 năm 2001 (Geneva) | 19–20 tháng 2 năm 2002                        | 19–20 tháng 2 năm 2002                        |
| Vòng loại trực tiếp | Tứ kết             | 22 tháng 3 năm 2002          | 2–3 tháng 4 năm 2002                          | 9–10 tháng 4 năm 2002                         |
| Vòng loại trực tiếp | Bán kết            | 22 tháng 3 năm 2002          | 23–24 tháng 4 năm 2002                        | 30 tháng 4 – 1 tháng 5 năm 2002               |
| Vòng loại trực tiếp | Chung kết          | 22 tháng 3 năm 2002          | 15 tháng 5 năm 2002 tại Hampden Park, Glasgow | 15 tháng 5 năm 2002 tại Hampden Park, Glasgow |

Notes
1. ^ Toàn bộ 8 trận đấu ban đầu dự kiến vào ngày 12 tháng 9 năm 2001 đã bị hoãn đến ngày 10 tháng 10 sau Sự kiện 11 tháng 9.

## Vòng loại

### Vòng loại thứ nhất
| Đội 1            | TTS     | Đội 2            | Lượt đi | Lượt về |
| ---------------- | ------- | ---------------- | ------- | ------- |
| Araks-Impeks     | 0–3     | Sheriff Tiraspol | 0–1     | 0–2     |
| Linfield         | 0–1     | Torpedo Kutaisi  | 0–0     | 0–1     |
| Bohemian         | 3–0     | Levadia Maardu   | 3–0     | 0–0     |
| F91 Dudelange    | 2–6     | Skonto           | 1–6     | 1–0     |
| Levski Sofia     | 4–0     | Željezničar      | 4–0     | 0–0     |
| VB Vágur         | 0–5     | Slavia Mozyr     | 0–0     | 0–5     |
| Valletta         | 0–5     | Haka             | 0–0     | 0–5     |
| Sloga Jugomagnat | 1–1 (a) | FBK Kaunas       | 0–0     | 1–1     |
| KR               | 2–2 (a) | Vllaznia         | 2–1     | 0–1     |
| Barry Town       | 3–0     | Shamkir          | 2–0     | 1–0     |

### Vòng loại thứ hai
| Đội 1            | TTS         | Đội 2            | Lượt đi | Lượt về   |
| ---------------- | ----------- | ---------------- | ------- | --------- |
| Haka             | 3–1         | Maccabi Haifa    | 0–1     | 3–0*      |
| Shakhtar Donetsk | 4–2         | Lugano           | 3–0     | 1–2       |
| Omonia           | 2–3         | Sao Đỏ Belgrade  | 1–1     | 1–2       |
| Ferencváros      | 0–0 (4–5 p) | Hajduk Split     | 0–0     | 0–0 (aet) |
| Porto            | 9–3         | Barry Town       | 8–0     | 1–3       |
| Maribor          | 1–6         | Rangers          | 0–3     | 1–3       |
| Galatasaray      | 6–1         | Vllaznia         | 2–0     | 4–1       |
| Slavia Mozyr     | 0–2         | Inter Bratislava | 0–1     | 0–1       |
| Anderlecht       | 6–1         | Sheriff Tiraspol | 4–0     | 2–1       |
| Torpedo Kutaisi  | 2–4         | Copenhagen       | 1–1     | 1–3       |
| Levski Sofia     | 1–1 (a)     | Brann            | 0–0     | 1–1       |
| Skonto           | 1–3         | Wisła Kraków     | 1–2     | 0–1       |
| Bohemians        | 1–4         | Halmstad         | 1–2     | 0–2       |
| Steaua București | 5–1         | Sloga Jugomagnat | 3–0     | 2–1       |

*Trận lượt về kết thúc với tỉ số 4–0 dành cho Maccabi Haifa nhưng sau đó họ bị xử thua 0–3 vì đã sử dụng một cầu thủ bị treo giò.

### Vòng loại thứ ba
| Đội 1            | TTS | Đội 2             | Lượt đi | Lượt về   |
| ---------------- | --- | ----------------- | ------- | --------- |
| Shakhtar Donetsk | 1–5 | Borussia Dortmund | 0–2     | 1–3       |
| Lokomotiv Moscow | 3–2 | Tirol Innsbruck   | 3–1     | 0–1*      |
| Steaua București | 3–5 | Dynamo Kyiv       | 2–4     | 1–1       |
| Haka             | 1–9 | Liverpool         | 0–5     | 1–4       |
| Hajduk Split     | 1–2 | Mallorca          | 1–0     | 0–2 (aet) |
| Sao Đỏ Belgrade  | 0–3 | Bayer Leverkusen  | 0–0     | 0–3       |
| Wisła Kraków     | 3–5 | Barcelona         | 3–4     | 0–1       |
| Copenhagen       | 3–5 | Lazio             | 2–1     | 1–4       |
| Inter Bratislava | 3–7 | Rosenborg         | 3–3     | 0–4       |
| Halmstad         | 3–4 | Anderlecht        | 2–3     | 1–1       |
| Slavia Prague    | 1–3 | Panathinaikos     | 1–2     | 0–1       |
| Galatasaray      | 3–2 | Levski Sofia      | 2–1     | 1–1       |
| Ajax             | 2–3 | Celtic            | 1–3     | 1–0       |
| Porto            | 5–4 | Grasshopper       | 2–2     | 3–2       |
| Parma            | 1–2 | Lille             | 0–2     | 1–0       |
| Rangers          | 1–2 | Fenerbahçe        | 0–0     | 1–2       |

* Hủy bỏ ngày 22 tháng 8 năm 2001 giữa Tirol Innsbruck - Lokomotiv Moscow 0–1 (Report UEFA) (MatchCentre UEFA Lưu trữ ngày 7 tháng 8 năm 2013 tại archive.today). Trận đấu lại vào ngày 8 tháng 9 năm 2001.

## Vòng bảng thứ nhất
16 đội giành chiến thắng ở vòng loại thứ ba cùng với 10 nhà vô địch của các hiệp hội bóng đá hạng 1-10, 6 đội bóng á quân của các hiệp hội bóng đá hạng 1-6 được rút thăm chia thành 8 bảng đấu. Kết thúc các lượt trận vòng bảng, hai đội dẫn đầu mỗi bảng sẽ đủ điều kiện tiến vào vòng bảng thứ hai, các đội đứng thứ ba sẽ xuống thi đấu ở vòng ba của UEFA Cup. 
Celtic, Lille, Liverpool, Lokomotiv Moscow, Mallorca, Roma và Schalke 04 lần đầu tiên xuất hiện tại vòng bảng.
| Thể hiện màu sắc trong các bảng |
| ------------------------------- |
| Đi tiếp vào vòng bảng thứ hai   |
| Chuyển qua UEFA Cup             |

### Bảng A
| Đội              | ST | T | H | B | BT | BB | HS | Đ  |  | RM  | ROM | LOK | AND |
| ---------------- | -- | - | - | - | -- | -- | -- | -- |  | --- | --- | --- | --- |
| Real Madrid      | 6  | 4 | 1 | 1 | 13 | 5  | +8 | 13 |  | —   | 1–1 | 4–0 | 4–1 |
| Roma             | 6  | 2 | 3 | 1 | 6  | 5  | +1 | 9  |  | 1–2 | —   | 2–1 | 1–1 |
| Lokomotiv Moscow | 6  | 2 | 1 | 3 | 9  | 9  | 0  | 7  |  | 2–0 | 0–1 | —   | 1–1 |
| Anderlecht       | 6  | 0 | 3 | 3 | 4  | 13 | −9 | 3  |  | 0–2 | 0–0 | 1–5 | —   |

### Bảng B
| Đội               | ST | T | H | B | BT | BB | HS | Đ  |  | LIV | BOA | DOR | DK  |
| ----------------- | -- | - | - | - | -- | -- | -- | -- |  | --- | --- | --- | --- |
| Liverpool         | 6  | 3 | 3 | 0 | 7  | 3  | +4 | 12 |  | —   | 1–1 | 2–0 | 1–0 |
| Boavista          | 6  | 2 | 2 | 2 | 8  | 7  | +1 | 8  |  | 1–1 | —   | 2–1 | 3–1 |
| Borussia Dortmund | 6  | 2 | 2 | 2 | 6  | 7  | −1 | 8  |  | 0–0 | 2–1 | —   | 1–0 |
| Dynamo Kyiv       | 6  | 1 | 1 | 4 | 5  | 9  | −4 | 4  |  | 1–2 | 1–0 | 2–2 | —   |

### Bảng C
| Đội           | ST | T | H | B | BT | BB | HS | Đ  |  | PAN | ARS | MLL | SCH |
| ------------- | -- | - | - | - | -- | -- | -- | -- |  | --- | --- | --- | --- |
| Panathinaikos | 6  | 4 | 0 | 2 | 8  | 3  | +5 | 12 |  | —   | 1–0 | 2–0 | 2–0 |
| Arsenal       | 6  | 3 | 0 | 3 | 9  | 9  | 0  | 9  |  | 2–1 | —   | 3–1 | 3–2 |
| Mallorca      | 6  | 3 | 0 | 3 | 4  | 9  | −5 | 9  |  | 1–0 | 1–0 | —   | 0–4 |
| Schalke 04    | 6  | 2 | 0 | 4 | 9  | 9  | 0  | 6  |  | 0–2 | 3–1 | 0–1 | —   |

### Bảng D
| Đội           | ST | T | H | B | BT | BB | HS | Đ  |  | NAN | GAL | PSV | LAZ |
| ------------- | -- | - | - | - | -- | -- | -- | -- |  | --- | --- | --- | --- |
| Nantes        | 6  | 3 | 2 | 1 | 8  | 3  | +5 | 11 |  | —   | 0–1 | 4–1 | 1–0 |
| Galatasaray   | 6  | 3 | 1 | 2 | 5  | 4  | +1 | 10 |  | 0–0 | —   | 2–0 | 1–0 |
| PSV Eindhoven | 6  | 2 | 1 | 3 | 6  | 9  | −3 | 7  |  | 0–0 | 3–1 | —   | 1–0 |
| Lazio         | 6  | 2 | 0 | 4 | 4  | 7  | −3 | 6  |  | 1–3 | 1–0 | 2–1 | —   |

### Bảng E
| Đội       | ST | T | H | B | BT | BB | HS | Đ  |  | JUV | POR | CEL | ROS |
| --------- | -- | - | - | - | -- | -- | -- | -- |  | --- | --- | --- | --- |
| Juventus  | 6  | 3 | 2 | 1 | 11 | 8  | +3 | 11 |  | —   | 3–1 | 3–2 | 1–0 |
| Porto     | 6  | 3 | 1 | 2 | 7  | 5  | +2 | 10 |  | 0–0 | —   | 3–0 | 1–0 |
| Celtic    | 6  | 3 | 0 | 3 | 8  | 11 | −3 | 9  |  | 4–3 | 1–0 | —   | 1–0 |
| Rosenborg | 6  | 1 | 1 | 4 | 4  | 6  | −2 | 4  |  | 1–1 | 1–2 | 2–0 | —   |

### Bảng F
| Đội              | ST | T | H | B | BT | BB | HS | Đ  |  | BAR | BL  | OL  | FEN |
| ---------------- | -- | - | - | - | -- | -- | -- | -- |  | --- | --- | --- | --- |
| Barcelona        | 6  | 5 | 0 | 1 | 12 | 5  | +7 | 15 |  | —   | 2–1 | 2–0 | 1–0 |
| Bayer Leverkusen | 6  | 4 | 0 | 2 | 10 | 9  | +1 | 12 |  | 2–1 | —   | 2–4 | 2–1 |
| Lyon             | 6  | 3 | 0 | 3 | 10 | 9  | +1 | 9  |  | 2–3 | 0–1 | —   | 3–1 |
| Fenerbahçe       | 6  | 0 | 0 | 6 | 3  | 12 | −9 | 0  |  | 0–3 | 1–2 | 0–1 | —   |

### Bảng G
| Đội                 | ST | T | H | B | BT | BB | HS | Đ  |  | DEP | MU  | LIL | OLY |
| ------------------- | -- | - | - | - | -- | -- | -- | -- |  | --- | --- | --- | --- |
| Deportivo La Coruña | 6  | 2 | 4 | 0 | 10 | 8  | +2 | 10 |  | —   | 2–1 | 1–1 | 2–2 |
| Manchester United   | 6  | 3 | 1 | 2 | 10 | 6  | +4 | 10 |  | 2–3 | —   | 1–0 | 3–0 |
| Lille               | 6  | 1 | 3 | 2 | 7  | 7  | 0  | 6  |  | 1–1 | 1–1 | —   | 3–1 |
| Olympiacos          | 6  | 1 | 2 | 3 | 6  | 12 | −6 | 5  |  | 1–1 | 0–2 | 2–1 | —   |

### Bảng H
| Đội            | ST | T | H | B | BT | BB | HS | Đ  |  | BAY | SPR | FEY | SPM |
| -------------- | -- | - | - | - | -- | -- | -- | -- |  | --- | --- | --- | --- |
| Bayern Munich  | 6  | 4 | 2 | 0 | 14 | 5  | +9 | 14 |  | —   | 0–0 | 3–1 | 5–1 |
| Sparta Prague  | 6  | 3 | 2 | 1 | 10 | 3  | +7 | 11 |  | 0–1 | —   | 4–0 | 2–0 |
| Feyenoord      | 6  | 1 | 2 | 3 | 7  | 14 | −7 | 5  |  | 2–2 | 0–2 | —   | 2–1 |
| Spartak Moscow | 6  | 0 | 2 | 4 | 7  | 16 | −9 | 2  |  | 1–3 | 2–2 | 2–2 | —   |

## Vòng bảng thứ hai
Tám đội nhất và tám đội nhì bảng sau khi kết thúc vòng bảng thứ nhất được rút thăm chia thành bốn bảng đấu, mỗi bảng bốn đội, mỗi bảng bao gồm hai hai đội nhất và hai đội nhì ở vòng bảng thứ nhất. Các đội cùng một quốc gia hoặc cùng bảng đấu ở vòng bảng thứ nhất không nằm cùng bảng ở vòng bảng thứ hai. Kết thúc vòng bảng thứ hai, hai đội nhất nhì mỗi bảng sẽ đủ điều kiện tiến vào vòng loại trực tiếp.
| Key to colours in group tables              |
| ------------------------------------------- |
| Teams that progressed to the quarter-finals |

### Bảng A
| Đội               | Pld | Thắng | Hòa | Thua | Bàn thắng | Bàn thua | Hiệu số | Điểm |
| ----------------- | --- | ----- | --- | ---- | --------- | -------- | ------- | ---- |
| Manchester United | 6   | 3     | 3   | 0    | 13        | 3        | +10     | 12   |
| Bayern Munich     | 6   | 3     | 3   | 0    | 5         | 2        | +3      | 12   |
| Boavista          | 6   | 1     | 2   | 3    | 2         | 8        | −6      | 5    |
| Nantes            | 6   | 0     | 2   | 4    | 4         | 11       | −7      | 2    |

|                   | BAY | BOA | MU  | NAN |
| ----------------- | --- | --- | --- | --- |
| Bayern Munich     | –   | 1–0 | 1–1 | 2–1 |
| Boavista          | 0–0 | –   | 0–3 | 1–0 |
| Manchester United | 0–0 | 3–0 | –   | 5–1 |
| Nantes            | 0–1 | 1–1 | 1–1 | –   |

### Bảng B
| Đội         | Pld | Thắng | Hòa | Thua | Bàn thắng | Bàn thua | Hiệu số | Điểm |
| ----------- | --- | ----- | --- | ---- | --------- | -------- | ------- | ---- |
| Barcelona   | 6   | 2     | 3   | 1    | 7         | 7        | 0       | 9    |
| Liverpool   | 6   | 1     | 4   | 1    | 4         | 4        | 0       | 7    |
| Roma        | 6   | 1     | 4   | 1    | 6         | 5        | +1      | 7    |
| Galatasaray | 6   | 0     | 5   | 1    | 5         | 6        | −1      | 5    |

|             | BAR | GAL | LIV | ROM |
| ----------- | --- | --- | --- | --- |
| Barcelona   | –   | 2–2 | 0–0 | 1–1 |
| Galatasaray | 0–1 | -   | 1–1 | 1–1 |
| Liverpool   | 1–3 | 0–0 | -   | 2–0 |
| Roma        | 3–0 | 1–1 | 0–0 | –   |

### Bảng C
| Đội           | Pld | Thắng | Hòa | Thua | Bàn thắng | Bàn thua | Hiệu số | Điểm |
| ------------- | --- | ----- | --- | ---- | --------- | -------- | ------- | ---- |
| Real Madrid   | 6   | 5     | 1   | 0    | 14        | 5        | +9      | 16   |
| Panathinaikos | 6   | 2     | 2   | 2    | 7         | 8        | −1      | 8    |
| Sparta Prague | 6   | 2     | 0   | 4    | 6         | 10       | −4      | 6    |
| Porto         | 6   | 1     | 1   | 4    | 3         | 7        | −4      | 4    |

|               | PAN | POR | RM  | SPR |
| ------------- | --- | --- | --- | --- |
| Panathinaikos | –   | 0–0 | 2–2 | 2–1 |
| Porto         | 2–1 | –   | 1–2 | 0–1 |
| Real Madrid   | 3–0 | 1–0 | –   | 3–0 |
| Sparta Prague | 0–2 | 2–0 | 2–3 | –   |

### Bảng D
| Đội                 | Pld | Thắng | Hòa | Thua | Bàn thắng | Bàn thua | Hiệu số | Điểm |
| ------------------- | --- | ----- | --- | ---- | --------- | -------- | ------- | ---- |
| Bayer Leverkusen    | 6   | 3     | 1   | 2    | 11        | 11       | 0       | 10   |
| Deportivo La Coruña | 6   | 3     | 1   | 2    | 7         | 6        | +1      | 10   |
| Arsenal             | 6   | 2     | 1   | 3    | 8         | 8        | 0       | 7    |
| Juventus            | 6   | 2     | 1   | 3    | 7         | 8        | −1      | 7    |

|                     | ARS | LEV | DEP | JUV |
| ------------------- | --- | --- | --- | --- |
| Arsenal             | –   | 4–1 | 0–2 | 3–1 |
| Bayer Leverkusen    | 1–1 | –   | 3–0 | 3–1 |
| Deportivo La Coruña | 2–0 | 1–3 | –   | 2–0 |
| Juventus            | 1–0 | 4–0 | 0–0 | –   |

## Vòng loại trực tiếp

### Sơ đồ
|  | Tứ kết              | Tứ kết               | Tứ kết      | Tứ kết |   |                   | Bán kết | Bán kết | Bán kết | Bán kết |  |  | Chung kết        | Chung kết |
|  |                     |                      |             |        |   |                   |         |         |         |         |  |  |                  |           |
|  | Deportivo La Coruña | 0                    | 2           | 2      |   |                   |         |         |         |         |  |  |                  |           |
|  | Manchester United   | 2                    | 3           | 5      |   |                   |         |         |         |         |  |  |                  |           |
|  | Manchester United   | 2                    | 3           | 5      |   | Manchester United | 2       | 1       | 3       |         |  |  |                  |           |
|  |                     |                      |             |        |   | Manchester United | 2       | 1       | 3       |         |  |  |                  |           |
|  |                     | Bayer Leverkusen (a) | 2           | 1      | 3 |                   |         |         |         |         |  |  |                  |           |
|  | Liverpool           | Bayer Leverkusen (a) | 2           | 1      | 3 | 1                 | 2       | 3       |         |         |  |  |                  |           |
|  | Liverpool           |                      |             |        |   | 1                 | 2       | 3       |         |         |  |  |                  |           |
|  | Bayer Leverkusen    | 0                    | 4           | 4      |   |                   |         |         |         |         |  |  |                  |           |
|  |                     |                      |             |        |   |                   |         |         |         |         |  |  | Bayer Leverkusen | 1         |
|  |                     |                      | Real Madrid | 2      |   |                   |         |         |         |         |  |  |                  |           |
|  | Panathinaikos       | 1                    | 1           | 2      |   |                   |         |         |         |         |  |  |                  |           |
|  | Barcelona           | 0                    | 3           | 3      |   |                   |         |         |         |         |  |  |                  |           |
|  | Barcelona           | 0                    | 3           | 3      |   | Barcelona         | 0       | 1       | 1       |         |  |  |                  |           |
|  |                     |                      |             |        |   | Barcelona         | 0       | 1       | 1       |         |  |  |                  |           |
|  |                     | Real Madrid          | 2           | 1      | 3 |                   |         |         |         |         |  |  |                  |           |
|  | Bayern Munich       | Real Madrid          | 2           | 1      | 3 | 2                 | 0       | 2       |         |         |  |  |                  |           |
|  | Bayern Munich       |                      |             |        |   | 2                 | 0       | 2       |         |         |  |  |                  |           |
|  | Real Madrid         | 1                    | 2           | 3      |   |                   |         |         |         |         |  |  |                  |           |

### Tứ kết
Lượt đi diễn ra vào ngày 2 và 3 tháng 4, lượt về diễn ra vào ngày 9 và 10 tháng 4 năm 2002.
| Đội 1               | TTS | Đội 2             | Lượt đi | Lượt về |
| ------------------- | --- | ----------------- | ------- | ------- |
| Panathinaikos       | 2–3 | Barcelona         | 1–0     | 1–3     |
| Bayern Munich       | 2–3 | Real Madrid       | 2–1     | 0–2     |
| Deportivo La Coruña | 2–5 | Manchester United | 0–2     | 2–3     |
| Liverpool           | 3–4 | Bayer Leverkusen  | 1–0     | 2–4     |

### Bán kết
Lượt đi diễn ra vào ngày 23 và 24 tháng 4, lượt về diễn ra vào ngày 30 tháng 4 và ngày 1 tháng 5 năm 2002
| Đội 1             | TTS     | Đội 2            | Lượt đi | Lượt về |
| ----------------- | ------- | ---------------- | ------- | ------- |
| Barcelona         | 1–3     | Real Madrid      | 0–2     | 1–1     |
| Manchester United | 3–3 (a) | Bayer Leverkusen | 2–2     | 1–1     |

### Chung kết
Trận chung kết diễn ra vào ngày 15 tháng 5 năm 2002 tại Hampden Park tại Glasgow, Scotland.
| Bayer Leverkusen | 1–2     | Real Madrid          |
| ---------------- | ------- | -------------------- |
| Lúcio 13'        | Báo cáo | Raúl 8' · Zidane 45' |

## Thống kê
Dưới đây là danh sách vua phá lưới và kiến tạo hàng đầu UEFA Champions League 2001–02 (không tính vòng sơ loại):

### Vua phá lưới
| Hạng | Tên                   | Đội                 | Bàn thắng | Số trận | Phút thi đấu |
| ---- | --------------------- | ------------------- | --------- | ------- | ------------ |
| 1    | Ruud van Nistelrooy   | Manchester United   | 10        | 14      | 1207'        |
| 2    | David Trezeguet       | Juventus            | 8         | 10      | 841'         |
| 3    | Ole Gunnar Solskjær   | Manchester United   | 7         | 15      | 630'         |
| 3    | Thierry Henry         | Arsenal             | 7         | 11      | 981'         |
| 5    | Giovane Élber         | Bayern Munich       | 6         | 11      | 730'         |
| 5    | Diego Tristán         | Deportivo La Coruña | 6         | 12      | 797'         |
| 5    | Michalis Konstantinou | Panathinaikos       | 6         | 14      | 955'         |
| 5    | Raúl González         | Real Madrid         | 6         | 12      | 1080'        |
| 5    | Patrick Kluivert      | Barcelona           | 6         | 15      | 1300'        |
| 5    | Michael Ballack       | Bayer Leverkusen    | 6         | 15      | 1346'        |

- Nguồn: Tốp cầu thủ ghi bàn – Chung kết – Thứ 4 ngày 15 tháng 5 năm 2002 (sau trận đấu)

### Cầu thủ kiến tạo
| Hạng | Tên                  | Đội               | Kiến tạo | Phút thi đấu |
| ---- | -------------------- | ----------------- | -------- | ------------ |
| 1    | Hasan Salihamidžić   | Bayern Munich     | 5        | 675'         |
| 1    | Juan Sebastián Verón | Manchester United | 5        | 1118'        |
| 1    | Ruud van Nistelrooy  | Manchester United | 5        | 1212'        |
| 1    | Bernd Schneider      | Bayer Leverkusen  | 5        | 1433'        |
| 5    | Jan Michaelsen       | Panathinaikos     | 4        | 746'         |
| 5    | Rivaldo              | Barcelona         | 4        | 896'         |
| 5    | David Beckham        | Manchester United | 4        | 1099'        |
| 5    | Roberto Carlos       | Real Madrid       | 4        | 1106'        |
| 5    | Yıldıray Baştürk     | Bayer Leverkusen  | 4        | 1241'        |
| 5    | Zé Roberto           | Bayer Leverkusen  | 4        | 1342'        |

- Nguồn: Tốp kiến tạo – Chung kết – Thứ 4 ngày 15 tháng 5 năm 2002 (sau trận đấu)